# Nayim
Mohammed Ali Amar (* 5. November 1966 in Ceuta, Spanien), bekannt als Nayim, ist ein ehemaliger spanischer Fußballspieler marokkanischer Abstammung. Er spielte im Mittelfeld.

## Karriere
Nayim begann seine Karriere in der Jugend des FC Barcelona. Im ersten Team debütierte er 1986. Nachdem er sich in Barcelona jedoch nicht richtig hatte durchsetzen können, wurde er 1988 an Tottenham Hotspur ausgeliehen und ein Jahr später endgültig dorthin verkauft.
Mit den Spurs gewann er 1991 den FA Cup. Seine Geschicktheit und sein Ballgefühl machten ihn zum Liebling der Fans neben Paul Gascoigne.
1993 wechselte er nach 144 Spielen und 18 Toren zu Real Saragossa, wo er 1994 den spanischen Pokal gewann und sein berühmtestes Tor schoss. In seinen letzten Jahren als Profi spielte er bei CD Logroñés.
Heute ist er Co-Trainer beim Segunda-División-B-Club AD Ceuta.

## 40-Meter-Treffer
Nayim schoss eines der berühmtesten Tore der 1990er Jahre, als er 1995 im Finale des Europapokals der Pokalsieger den Torhüter des FC Arsenal, David Seaman, aus 40 Metern überwand – in der letzten Minute der Verlängerung. Saragossa gewann den Pokal durch diesen Treffer, der auch „One flew over Seaman's head“ (deutsch: Einer flog über Seamans Kopf, Parodie auf Einer flog über das Kuckucksnest) genannt wurde.
Als ironisch wurde auch empfunden, dass Nayim ein Ex-Spieler von Tottenham Hotspur, des Erzrivalen von Arsenal, war.
Als Arsenal im Finale der Champions League im Jahr 2006 durch ein Tor von Barcelonas Belletti verlor, geriet ein von Fans der Spurs gesungenes Lied in Umlauf, dessen Text lautete: "Chim-chimney Chim-Chimney Chim Chim Maroo, Nayim from 40, Belletti from 2" ("Nayim aus 40, Belletti aus 2").

## Erfolge
- Copa de la Liga: 1986
- Copa del Rey: 1988, 1994
- FA Cup: 1991
- Europapokal der Pokalsieger: 1995